# Lumba-Bayabao
Lumba-Bayabao is een gemeente in de Filipijnse provincie Lanao del Sur in het noorden van het eiland Mindanao. Bij de laatste census in 2007 had de gemeente ruim 57 duizend inwoners.

## Geografie

### Bestuurlijke indeling
Lumba-Bayabao is onderverdeeld in de volgende 38 barangays:
| - Bacolod I - Bacolod II - Bantayao - Barit - Baugan - Buad Lumbac - Cabasaran - Calilangan - Carandangan-Mipaga - Cormatan Langban - Dialongana - Dilindongan-Cadayonan - Gadongan | - Galawan - Gambai - Kasola - Lalangitun - Lama - Lindongan Dialongana - Lobo Basara - Lumbac Bacayawan - Macaguiling - Mapantao - Mapoling - Maribo - Minaring Diladigan | - Pagayawan - Posudaragat - Rumayas - Sabala Bantayao - Salaman - Salolodun Berwar - Sarigidan Madiar - Sunggod - Taluan - Tamlang - Tongcopan - Turogan |

## Demografie
Lumba-Bayabao had bij de census van 2007 een inwoneraantal van 57.304 mensen. Dit zijn 33.783 mensen (143,6%) meer dan bij de vorige census van 2000. De gemiddelde jaarlijkse groei komt daarmee uit op 13,07%, hetgeen veel hoger is dan het landelijk jaarlijks gemiddelde over deze periode (2,04%). Vergeleken met de census van 1995 is het aantal mensen met 36.301 (172,8%) toegenomen.

De bevolkingsdichtheid van Lumba-Bayabao was ten tijde van de laatste census, met 57.304 inwoners op 640,02 km², 89,5 mensen per km².